# الذنوب (خنفر)

تعديل مصدري - تعديل

الذنوب هي إحدى قرى عزلة جعار بمديرية خنفر التابعة لمحافظة أبين، بلغ تعداد سكانها 183 نسمة حسب تعداد اليمن لعام 2004.